# Проклятие оборотня
«Проклятие оборотня» (англ. The Curse of The Werewolf, 1961) — британский фильм ужасов 1961 года, снятый по роману Гая Эндора «Парижский оборотень». Фильм был снят британской компанией Hammer Film Productions на студии Bray Studios на декорациях, построенных для предполагаемого фильма об испанской инквизиции «Изнасилование Сабены» (англ. The Rape of Sabena), который был отложен, так как Британский совет по классификации фильмов не согласился с его сценарием. Хотя в книге действие происходило в Париже, место действия фильма было перенесено в Мадрид, чтобы не строить новые парижские декорации. Роль оборотня стала первой главной ролью Оливера Рида в кино, а музыка композитора Бенджамина Френкеля примечательна использованием додекафонии, редко встречающейся в кино.
Фильм был выпущен в мае 1961 года в сдвоенном прокате вместе с фильмом «Призрак кота», ещё одной картиной компании Hammer. После выхода в Великобритании фильм подвергся жёсткой цензуре, а отреставрированная версия впервые была показана на BBC в 1993 году. Премьерный показ полной версии фильма был запланирован на канале BBC2 31 октября 1992 года во время ночного марафона «Хранилище ужасов» (англ. The Vault of Horror), который вёл доктор Вальпургис (в исполнении Гая Генри, позже названный доктором Террором), однако по ошибке в эфир была пущена версия, подвергшаяся цензуре.

## Сюжет
Испания, конец XVIII века. Жестокий маркиз Синьестро тиранит своих слуг и подданных. Ободрав крестьян, как липку, для устройства собственной свадьбы, он беззаботно веселится с друзьями-дворянами. Праздник прерывает визит нищего бродяги, настойчиво требующего милостыню и вызывающего этим гнев хозяина дома. Милосердная невеста упрашивает маркиза пощадить оборванца, и тот отправляет незваного гостя в темницу, где его кормит и поит глухонемая дочь тюремщика. Проходит 10 лет, в течение которых умирают сначала отец девушки, а вслед за ним и добрая супруга маркиза.
Превратившаяся в красивую девушку дочь тюремщика привлекает внимание старого Синьестро, но решительно отвергает его ухаживания. Разгневанный маркиз заточает её саму в подземелье, где несчастную насилует обезумевший бродяга, о котором она всегда заботилась. Чудом вырвавшись на свободу, она убивает жестокого хозяина и убегает в лес, где намеревается свести счёты с жизнью. Но девушку спасает местный врач Альфредо, человек образованный и добросердечный, решившись приютить её в своём городском доме, где её берёт под опёку его сестра Тереза. После того, как беглянка рождает здорового мальчика, она умирает, и усыновлённого врачом ребёнка нарекают Леоном. Подающий надежды мальчик взрослеет, но со временем проявляет признаки оборотня, о чём Альфредо сообщает на исповеди другу-священнику. Оба принимают решение сохранить происхождение Леона в тайне, с тем чтобы со временем поселить его в отдалённом монастыре, где тот не будет опасен для окружающих.
Но Леон, повзрослев, сам уходит из приёмной семьи, нанявшись на работу к виноделу. Не опасаясь гнева своего хозяина, он влюбляется в его дочь Кристину, отвечающую юноше взаимностью. Получив первое жалованье, Леон идёт в местную таверну с другим работником винодельни Хосе. В компании проститутки он начинает превращаться в оборотня и пытается скрыться в комнате другой девицы, но, не в силах побороть в себе проснувшегося зверя, убивает девушку, а затем и друга Хосе. Узнав правду, Кристина выхаживает Леона всю следующую ночь полнолуния, но прежде чем молодые успевают сбежать и пожениться, полиция арестовывает Леона за убийство. Ночью в тюремной камере он снова превращается в оборотня, убивает охранника и сбегает из тюрьмы.
Покрытый волосами Леон бежит по крышам города, а снизу его преследует разъярённая толпа горожан. Безутешный Альфредо заряжает свой мушкет серебряной пулей и поднимается на колокольню, где прячется Леон, после чего стреляет в приёмного сына. Леон падает замертво, и доктор накрывает его тело своим плащом. Проклятие оборотня закончилось…

## В ролях
- Клиффорд Эванс[англ.] — Альфредо
- Оливер Рид — Леон
- Ивонн Ромейн[англ.] — Служанка
- Катрин Феллер[англ.] — Кристина
- Энтони Доусон — Маркиз Синьестро
- Жозефин Ллевелин — Маркиза
- Ричард Уордсворт[англ.] — Нищий
- Хира Талфри — Тереза
- Джастин Уолтерс — Молодой Леон
- Джон Гэбриел — Священник
- Уоррен Митчелл[англ.] — Пепе Валиенте
- Энн Блейк — Роза Валиенте
- Джордж Вудбридж[англ.] — Доминик
- Майкл Риппер[англ.] — Старый пьяница
- Ивен Солон[англ.] — Дон Фернандо
- Питер Саллис — Дон Энрике
- Дэвид Конвил[англ.] — Рико Гомес
- Дэнис Шоу[англ.] — Тюремщик
- Чарльз Ламб[англ.] — Шеф
- Шила Бреннан — Вера
- Джой Уэбстер — Изабель
- Ренни Листер[англ.] — Ивонн
- Джон Беннет[англ.] — Полицейский (в титрах не указан)
- Френсис Де Вулф[англ.] — Бородатый клиент (в титрах не указан)
- Ховард Лэнг[англ.] — Разгневанный фермер (в титрах не указан)
- Десмонд Ллевелин — Первый лакей (в титрах не указан)
- Алистер Уильямсон[англ.] — Полицейский (в титрах не указан)
- Фред Вуд[англ.] — Один из толпы разгневанных сельских жителей (в титрах не указан)

## Производство

### Сценарий
Впечатлённый сценарием фильма «Вчерашний враг» (1959), продюсер Майкл Каррерас поручил Питеру Ньюману работу над психологическим триллером «Изнасилование Сабены». Действие сюжета должно было разворачиваться в Испании 1560 года, где папский инквизитор, похожий на Торквемаду, использует тайные интриги в маленьком городке для нагнетания страха среди населения. Несмотря на сходство по стилю со «Вчерашним врагом», «Изнасилование Сабены» должно было быть более мелодраматичным. Кроме того, Ньюману было поручено написать сценарий первого вестерна Hammer, снять вестерн было «мечтой детства» Каррераса. К лету 1960 года на участке киностудии Bray Film Studios было разрешено построить целый испано-мексиканский городок специально для этих целей. Пока шло строительство, Энтони Хиндс наткнулся на роман Гая Эндора «Парижский оборотень», права на экранизацию которого принадлежали Universal. Хиндс решил сам написать сценарий для будущей экранизации романа. Книга «Парижский оборотень» была опубликована в 1934 году. События книги происходят на фоне франко-прусской войны. В романе рассказывается история Бертрана Шайе, незаконнорождённого отпрыска испорченного рода, который с детства превращается из мальчика в волчонка и утоляет жажду человеческой плоти во время осады Парижа в 1871 году. В основу романа Эндора легло реальное дело сержанта Франсуа Бертрана, так называемого «Вампира с Монпарнаса», которого в 1849 году судили в Париже по обвинению в некрофилии, а также подозревали в ликантропии.
По сюжету романа осуждённый убийца по имени Жеан Питамон брошен в колодец средневекового замка, где он пролежал несколько десятилетий. Спустя столетия священник, происходивший из рода Питамона, насилует служанку, и у неё рождается ребёнок, которого она называет Бертраном. Когда Бертран стал юношей, мучимый жаждой крови он нападает на проститутку, но не убивает её. Он уезжает в Париж, где вскоре люди находят вторую проститутку, жестоко убитую и изуродованную; причастность Бертрана к этому преступлению выясняется, когда его обнаруживают поедающим останки жертвы, которые он унёс с собой после убийства. В результате его заключают в тюрьму, где он кончает жизнь самоубийством, выпрыгнув из окна тюремной камеры в башне.
Хиндс переработал произведение, изменив место действия на Испанию 1760 года, но ключевые моменты романа сохранил: зачатие в результате изнасилования, рождение в канун Рождества и связанные с этим суеверия, охота на ягнят, нападение на проститутку. Сценарий получился более мелодраматичным, чем это было в книге. Например, в книге в одной из сцен оборотня временно «спасает» от его звериных желаний Софи де Блуменберг, которая позволяет Бертрану надрезать её плоть ножом для того, чтобы он мог утолить свою жажду крови. В сценарии Хиндс не стал пытаться воспроизвести эту сцену, заменив её просто тем, что оборотня сдерживала сильная любовь к девушке. Хиндс объединил двух персонажей романа: хозяина замка, которого Питамон зарезал в своей постели, и мстительного сына, который обрекает убийцу на смерть в темнице. Результатом такого соединения стал маркиз, который ради собственного удовольствия устраивает изнасилование девушки нищим в темнице замка.
Недавний фильм «Невесты Дракулы» (1960) стоивший чуть более 125 тысяч фунтов стерлингов достаточно сильно повлиял на финансовое положение студии, потому Хиндс искал экономии на своём «Оборотне», и отказ от найма сценариста просто компенсировал оплату за права на книгу. Далее он решил сэкономить на декорациях и, чтобы не строить на площадке декорации Парижа, решил перенести место действия в Мексику и просто использовать декорации «Изнасилования Сабены».

### Кастинг
Оливер Рид не имел актёрского образования, но его дедом по отцовской линии был сэр Герберт Бирбом Три — английский актёр, режиссёр, театральный педагог, импресарио и сводный брат писателя Макса Бирбома. Герберт имел любовницу Беатрис Мэй Рид, которая родила от него детей. Кэрол Рид родился в 1906 году и также стал актёром, но работа в качестве тренера по диалогам в Ealing Studios привела его к карьере режиссёра и к рыцарскому званию в 1952 году. Отец Оливера Питер, журналист-гонщик и последний из пяти детей Ридов, родился в 1908 году, а сам Оливер появился на свет в 1938 году. Несмотря на свои театральные связи, путь Рида на сцену был не прост. Он пробивался в кино, утверждая, что работал в Южной Африке и Австралии — странах, недоступных для тогдашних агентов и кастинг-директоров. Он попал в поле зрения агента Стюарта Лайонса и получил предложение сняться в сериале BBC «Золотая шпора» и поработать статистом в нескольких фильмах. После этого Hammer предложили ему эпизодическую роль в фильме «Два лица доктора Джекила» (1960). Затем последовала ещё одна маленькая роль. В фильме «Меч Шервудского леса» (1960) герой Рида убил шерифа Ноттингема в исполнении Питера Кушинга. После этого Рид стал часто появляться на площадке студии Bray. Hammer всё чаще искала новые лица для своих фильмов, поскольку это было дешевле, чем нанимать уже состоявшихся звёзд, и студия приобретала репутацию компании, которая даёт стартовую площадку для будущих звёзд. Исходя из этих соображений, племяннику режиссёра Кэрола Рида было предложено пройти единственные пробы на роль оборотня в фильме «Проклятие оборотня». Он был вежлив, всегда был готов работать и стремился учиться чему-то новому. «Он у нас был замечательным человеком», — признавался Энтони Хиндс. «Вы говорили ему: „Ты умеешь водить машину?“. И он отвечал „да“, и шёл учиться, и учился делать это блестяще». Поскольку Рид не был знаменит, студия не тратила на него много денег. «Я мог заплатить за квартиру и ещё выпить пива», — вспоминал Рид.

Оливер Рид о своём гриме в «Проклятии оборотня»:
«В столовой студии со мной боялись садиться рядом. Даже официантка странно косилась на меня и держалась на расстоянии. Неудивительно. Мне самому стало страшно, когда я увидел пробные кадры. Кровь стекала из моего рта прямо на одежду, ноздри были заткнуты, чтобы казаться расширенными, а на лице был этот жуткий грим. Я выглядел словно кровавое месиво».

### Съёмки
Когда Теренс Фишер приступил к работе над фильмом в качестве режиссёра, он даже не знал о том, что в оригинальном романе действие происходит в Париже.
Работа над «Проклятием оборотня» заняла четыре недели и стоила 120 фунтов стерлингов в неделю.

#### Цензура
Во время работы над фильмом Британский совет по классификации фильмов начал жёстко реагировать на любые проявления жестокости в фильмах ужасов. Свод правил для фильмов всё ещё переписывался после скандала, разразившегося с момента выхода фильма «Подглядывающий» 16 мая 1960 года. Соблюдая дипломатические тонкости, включая ежегодный обед, Джеймс Каррерас, сооснователь студии Hammer, надеялся склонить цензора к своему образу мышления. Но Джон Тревельян, секретарь BBFC, был непреклонен и даже считал, что компании Hammer следует вообще прекратить производство фильмов ужасов. «Непристойная муть», — так отозвался о «Проклятии оборотня» назначенный Советом проверяющий. В ответ на это Хиндс представил символическую правку оскорбительных фрагментов, после чего улетел на юг Франции для встречи с деловым партнёром Артуром Абелесом, главой британской компании Warner Bros. В отсутствие Хиндса ситуация обострилась, и Тревельян не был настроен, что-либо менять. 22 августа, за две недели до начала съёмок фильма, сценарии «Изнасилование Сабены» и «Проклятия оборотня» были возвращены, причём в оба фильма было предложено внести значительные изменения. Помимо этого, возвращённый сценарий «Проклятия оборотня» сопровождался письмом от Тревельяна, в котором сценарий подвергся самому резкому осуждению из всех, что когда-либо выдвигались против продукции Hammer. Ссылаясь на издевательства над нищим и последующее изнасилование им служанки, Тревельян написал: «На наш взгляд, эти два инцидента достойны сожаления и выходят за рамки допустимого в фильме ужасов. Такие сцены могут вызвать серьёзные проблемы с цензурой». Джеймс Каррерас, сооснователь студии Hammer, ответил на письмо, заявив, что «полностью» согласен со всеми высказанными оговорками и что он обсудил ситуацию с Майклом Каррерасом и Энтони Хидсом. В заключение он заверил секретаря, что к концу 1960 года «темы, указанные выше, будут исключены из нашей программы». Вопрос был решён и Тревельян уехал с деловой поездкой в США. Майкл Каррерас отнёсся к письму отца достаточно серьёзно, для того, чтобы объявить инвесторам о новой «двойной» политике Hammer. Компания должна была сосредоточиться на «серьёзных, но популярных фильмах, пользующихся спросом мелодрамах и комедиях», включив в расписание один, возможно, два фильма ужасов. Тем не менее Майкл продолжал работать над фильмом «Изнасилование Сабены», который теперь был переименован в «Инквизитор». Но съёмки пришлось остановить, Майклу позвонил отец и заявил, что прекращает съёмки фильма. Это был единственный раз когда Hammer прекратила работу над фильмом, который уже был в производстве.
Отношения Hammer со своим дистрибьютером в Америке, студией Columbia Pictures становились всё более холодными, и было принято решение о том, что Майкл должен быть взят под контроль. По «предложению» Columbia, в будущей линейке фильмов Hammer больше не должно быть комедий типа «Гадкого утёнка» (1959) и фильмов «для более ограниченной категории зрителей». Теперь вся продукция студии должна быть ориентированной на американский рынок. После того как Джеймс Каррерас понял, сколько времени и денег было уже потрачено на «Инквизитора», даже был нанят режиссёр Джон Джиллинг, он решил перенести премьеру «Проклятия оборотня» на более поздний срок, чтобы закрыть пробел в расписании отведённый на премьеру «Инквизитора», а обещания данные Тревельяну тихо проигнорировать.

##### Монтаж
К началу съёмок BBFC всё же навязывали значительные сокращения. Хиндс отказался делать какие-либо сокращения в сценарии и доверил всё это режиссёру Теренсу Фишеру. Джон Тревельян потребовал «приемлемых» альтернатив жестокому обращению с нищим и изнасилованию, которые по сценарию наблюдали маркизы. Также он попросил пересмотреть убийство маркиза, в сценарии было написано: «девушка погружает бра глубоко в его грудь, поднимает его, затем погружает окровавленное оружие снова и снова», Тревельян требовал, чтобы убийство происходило за кадром. Он также настаивал на том, что кадры с оборотнем «не должны быть слишком неприятными и страшными». В итоге фильм, представленный совету в конце ноября 1960 года, содержал всё это и даже больше, как будто за прошедшее время ничего не произошло. BBFC требовали сокращений. 2 февраля 1961 года совет директоров вновь показал фильм цензорам. На этот раз Тревельян не выдержал. Он настаивал на том, чтобы во время изнасилования между участниками не было никакого контакта; сцена должна была передаваться только с помощью внушения. В сценарии было прописано, только то, что нищий нападает на девушку. В фильме без цензуры становится совершенно очевидно, что именно работа Фишера с этой сценой стала причиной проблемы. Хотя сам режиссёр говорил: «Я всегда старался избегать откровенности; везде, где это было возможно, я использовал камеру, чтобы показать происходящее косвенно». В BBFC настаивали на том, что весь эпизод должен был быть удалён: «Сцена в подземелье должна быть прекращена, как только девушку бросают за решётку... и сцена может быть возобновлена только с кадром её освобождения».

Удалённые сцены из фильма. Ивонн Ромейн, Шила Бреннан и Оливер Рид.

Сцена, в которой служанка убивает маркиза, должна была быть снята примерно в той же манере, в какой Хичкок снял знаменитую сцену в душе в фильме «Психо» (1960), который только что вышел на экраны. Хиндс считал, что раз Хичкоку было позволено снять как маньяк убивает ножом беззащитную жертву, то уж им-то точно удастся снять сцену, в которой жертва защищается от человека, который над ней издевается, но BBFC были непреклонны. Следующая сцена, которая подверглась изменениям, была та, в которой Леон обращался в оборотня в будуаре проститутки, там же было показано как он щипает её за грудь. Цензоры посчитали, что символизм сцены был очевиден, и Хиндса недвусмысленно проинструктировали, что о превращении мужчины в волка в спальне проститутки не может быть и речи. «Нам не нужны „жестокие занятия любовью“ в сочетании с садистским обращением с девушкой, как это предполагается в сценарии», — говорил Тревельян. Вместе с этой сценой была вырезана и одна из самых эффектных сцен фильма, где разбитое и забрызганное кровью зеркало опрокидывается на тело девушки, лежащей с вырванным горлом. По просьбе Хиндса совет директоров согласился рассмотреть возможность замены этого кадра с оговоркой, что «что-либо приближенное» к нему будет «совершенно невозможно». В итоге никакой альтернативы снято не было.
Убийство, которое совершил оборотень в тюрьме, сопровождалось кадром с залитым кровью лицом Рида в гриме. Тревельян настаивал на том, что, начиная с этого момента и до конца фильма, все кадры, на которых были замазаны кровью черты лица оборотня, должны были быть удалены, включая финальный крупный план, на котором в уголке глаза оборотня образуется слеза. К этому добавлялось множество «мелких» исправлений, одно из которых Фишер неизменно приводил в интервью в качестве примера обычных цензурных проблем, с которыми он сталкивался, — сифилитический маркиз, почёсывающий свой больной нос. Всего было вырезано четырнадцать фрагментов (два из которых были целыми сценами) общей продолжительностью почти пять минут. По словам Хиндса, «Проклятие оборотня» стало первой готикой Hammer, в которой смешался «опасный коктейль» из ужасов и секса. Цензура в отношении фильма была настолько жёсткой, что Тревельян счёл нужным дать пояснения. Из-за недавней критики, обрушившейся на индустрию в связи с выходом фильма «Подглядывающий», он заявил о своём нежелании пропускать фильм вообще, «даже в версии с жёсткой цензурой». Он также пригрозил, что если сокращения не будут полностью соблюдены, то фильм будет запрещён к показу в Великобритании. Хиндс был потрясён и обратился с последней просьбой о разрешении на крупный план умирающего оборотня. «Что касается кадров с мёртвым лицом оборотня, со слезой, вытекающей из глаза... Только потому, что однажды психиатр доктор Дэвид Стэффорд-Кларк сказал мне, что фильмы ужасов опасны только при полном отсутствии сочувствия к „монстру“, мы включили в картину этот кадр и кадр, на котором Альфредо смотрит на него с состраданием», — писал он. «У нас и так плохой финал, а без этого кадра у нас вообще нет финала». Ответ был по-прежнему отрицательным. Тревельян лишь разрешил Hammer восстановить финальное попадание пули в грудь оборотня, сопровождающееся фонтаном крови. После пятимесячного противостояния он завил, что BBFC «не могли обоснованно настаивать на удалении этого короткого кадра».

## Критика
Картина не имела такого успеха, как предыдущие фильмы ужасов Hammer, такие как серия фильмов о Франкенштейне, Дракуле и Мумии. Фильм в основном был плохо принят и прессой, и публикой, в том числе из-за недостаточной, по их мнению, изысканности. Говард Томпсон из The New York Times писал, что некоторые цветные сцены были «прекрасны», и добавлял, что «для фильма про оборотня эта постановка Hammer имеет готический тип повествования, который не так уж и неинтересен, если он снят достаточно масштабно». Harrison's Reports оценил фильм как «хороший», сочтя постановку фильма «большим достоинством», хотя, по мнению рецензента, в фильме «не хватало действия». Variety назвала его «выдающимся представителем жанра фильмов ужасов. Несмотря на то, что картина не отличается особой пугающей или новаторской трактовкой извечной темы шок-фильмов, в других отношениях это первоклассная работа». Журнал Monthly Film Bulletin писал: «Даже по меркам Hammer это необычайно отталкивающая работа в жанре „кровожадных ужасов“... Несомненно, пришло время, когда подобный фильм должен быть передан пришельцам для анализа; как развлечение, его унылая игра актёров, сценарий, подача и режиссура вряд ли могут быть более убедительными».
Автор книги «История ужасов: Взлёт и падение Дома Hammer» Денис Мейкл характеризует картину как классический фильм о монстрах в лучших традициях фильмов ужасов Universal, называя его «одномерной сказкой о первородном грехе, лишённой интеллектуальных нюансов „Франкенштейна“ или „Дракулы“». На его взгляд, по качеству фильм также далёк от лучших работ студии Hammer. Но в то же время одну из финальных сцен, где горожане преследуют бегущего от них по крышам города оборотня Мейкл называет «одной из величайших погонь за монстрами в истории фантастики». По словам Мейкла Теренс Фишер показал, что может снимать остросюжетные драмы наравне с лучшими режиссёрами.
Спустя годы у фильма появились преданные фанаты, а статус самой картины приблизился к «культовому». На его значение в среде фанатов повлияло и то, что некоторые сцены фильма из-за цензуры считались утраченными, а коммерческий провал фильма воспринимался как непонятый в своё время.

## Релиз на домашних носителях
В Северной Америке фильм был выпущен 6 сентября 2005 года вместе с семью другими фильмами ужасов Hammer на четырёх DVD в комплекте The Hammer Horror Series, который является частью коллекции франшиз MCA-Universal. Этот набор был переиздан на Blu-ray 13 сентября 2016 года. В апреле 2020 года фильм был переиздан на Blu-ray с отреставрированным изображением в 4k разрешении. В новый релиз вошли новые комментарии Стивена Хабермана, видеоролик о создании фильма, о гримёре Рое Эштоне, документальный фильм «Ликантропия: Зверь в каждом из нас» и кадры из фильма.

## Наследие
Фильм был адаптирован в 15-страничный комикс, который вышел в январе 1978 года в 10 номере журнала The House of Hammer, опубликованного General Book Distribution. Комикс был нарисован Джоном Болтоном по сценарию Стива Мура. Обложку номера нарисовал художник Брайан Льюис, на ней был изображён Леон в виде оборотня.
В фильме ужасов «Вой» (1981) режиссёра Джо Данте, многие персонажи фильма названы в честь режиссёров фильмов об оборотнях. Так например персонаж Белинды Баласки «Терри Фишер» названа в честь Теренса Фишера, режиссёра фильма «Проклятие оборотня».
«Проклятие оборотня» также косвенно упоминается в фильме Джона Лэндиса «Американский оборотень в Лондоне» 1981 года, когда Дэвид Кесслер (Дэвид Нотон) спрашивает Алекс Прайс (Дженни Эгаттер): «Ты когда-нибудь видела фильм „Человек-волк“?», а Алекс отвечает: «Это тот, который с Оливером Ридом?».